# دیوید هندرسن
دیوید هندرسن (انگلیسی: David Henderson; ۱۱ اوت ۱۸۶۲ – ۱۷ اوت ۱۹۲۱) فرد نظامی اهل پادشاهی متحد بریتانیای کبیر و ایرلند بود. وی همچنین برندهٔ جوایزی همچون نشان حمام، نشان سلطنتی ویکتوریایی، و نشان گنجینه مقدس شده‌است.